# Gunnison County
Das Gunnison County [ˈgʌnɪsən] ist ein County in Colorado. Der Verwaltungssitz (County Seat) ist Gunnison.

## Geographie

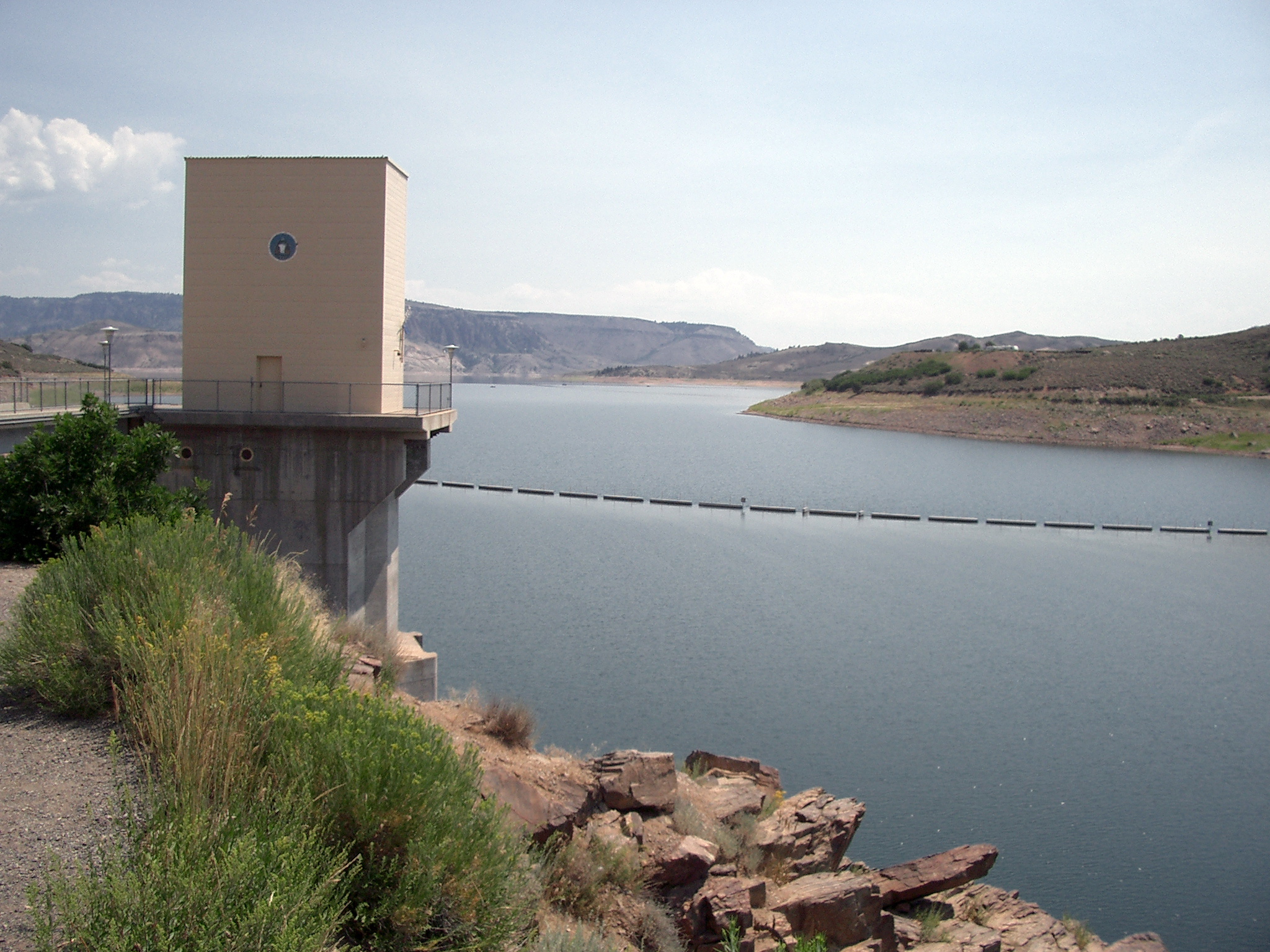
Der Blue Mesa Dam

Das County liegt im zentralen bis westlichen Teil des US-Bundesstaates Colorado. Er umfasst westlich des Arkansas River und südöstlich des Colorado River eine Gebirgslandschaft der Rocky Mountains und wird im Uhrzeigersinn von den Countys Pitkin (Norden), Chaffee, Saguache, Hinsdale, Ouray, Montrose, Delta und Mesa umschlossen.
Das Gunnison County ist vollständig von Bergketten der Rocky Mountains durchzogen. Die höchsten Erhebungen liegen in der Sawatchkette und den Elk Mountains, die den nordöstlichen Grenzverlauf bilden und Teile der Nationalforste San Isabel und White River sowie dem Wildschutzgebiet Maroon Bells-Snowmass sind. Die westliche Grenze ist dagegen keine natürliche; sie führt geradlinig durch das West-Elk-Gebirge, dessen dicht bewaldete Höhenzüge bis ins Zentrum von Gunnison reichen und wie der Großteil des Countyinneren zum Gunnison National Forest gehören. West-Elk wird im Süden durch den Fluss Gunnison und Colorados größten See, dem Blue Mesa Reservoir, vom San-Juan-Gebirge getrennt.
Das Reservoir Blue Mesa gehört zum Nationalerholungsgebiet Curecanti.

## Geschichte

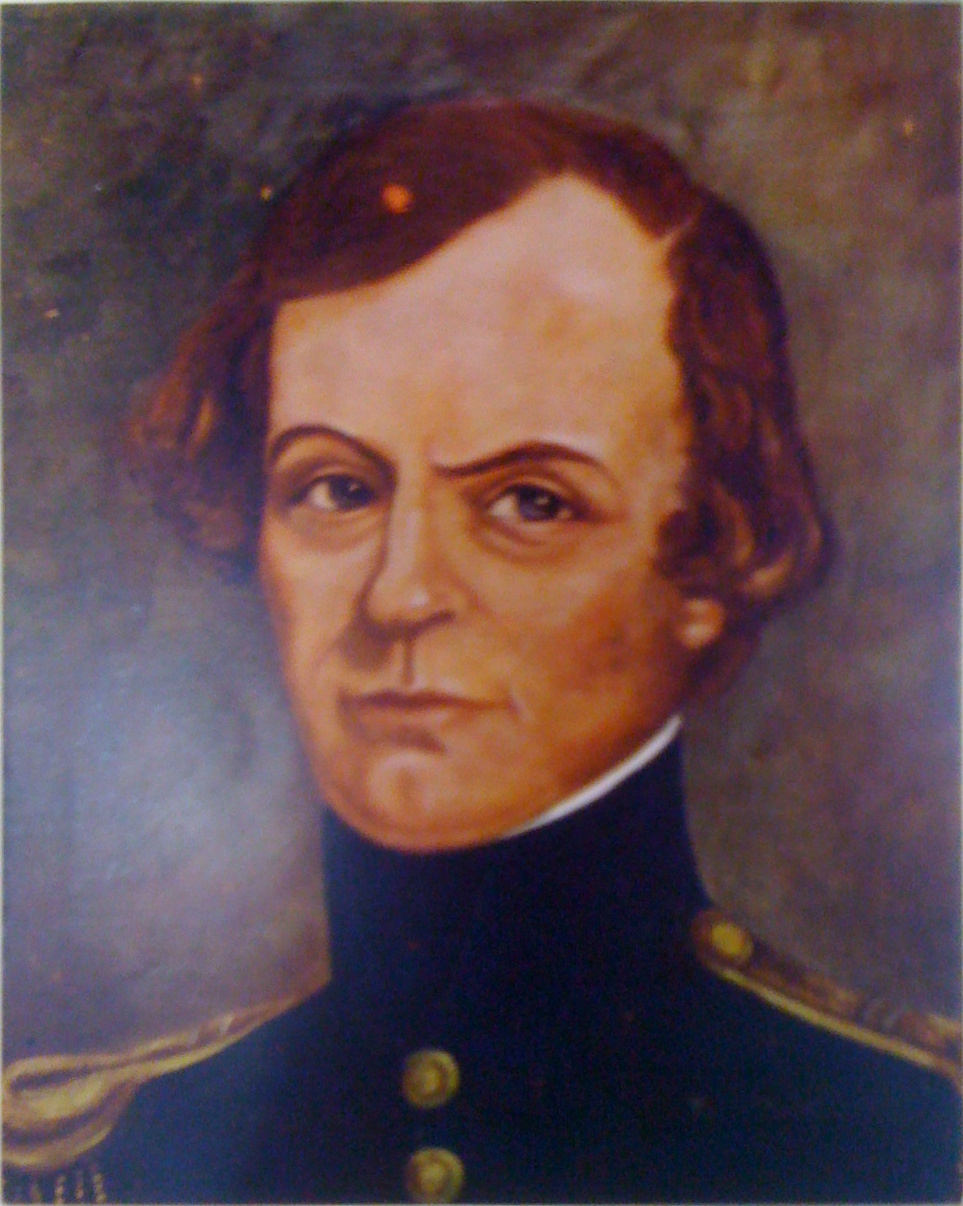
John W. Gunnison

Das Gunnison County, benannt nach dem Entdecker John Williams Gunnison, entstand im Jahr 1877 aus dem Großteil des Lake County.
Der östliche Teil von Gunnison blieb bis heute in seinen ursprünglichen Grenzen erhalten, während der westliche Teil – der bis zur Staatsgrenze zu Utah reichte – im Jahr 1883 an die neu gegründeten Countys Mesa, Delta und Montrose abgetreten wurde.

## Demografische Daten

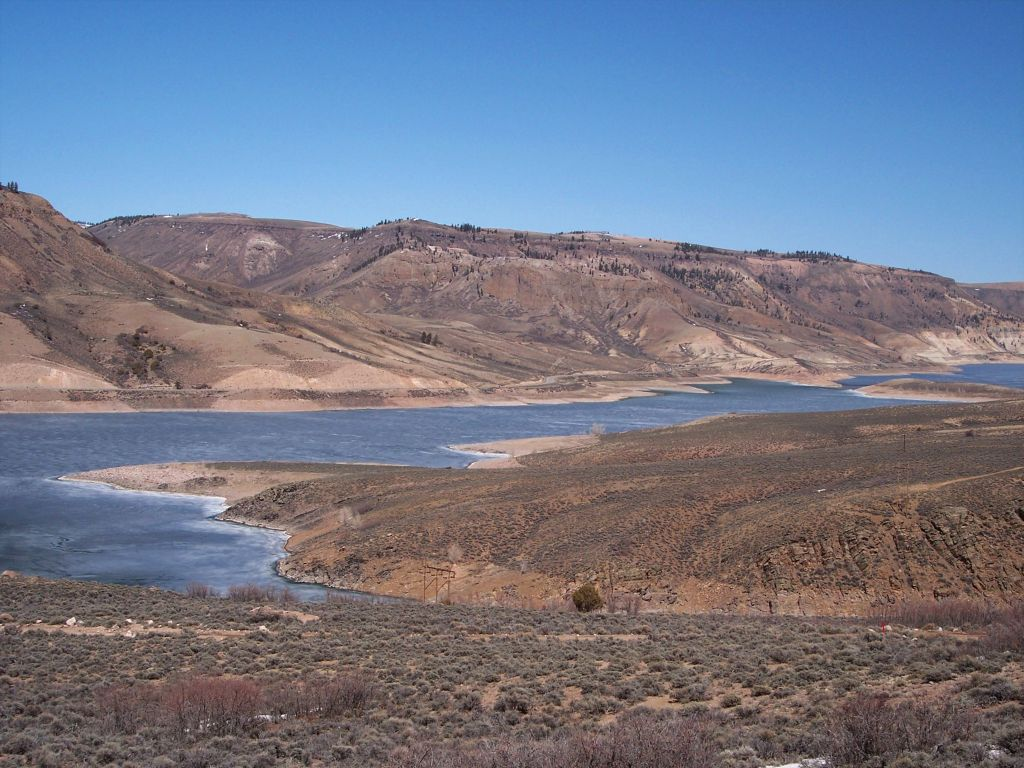
Das Blue Mesa Reservoir

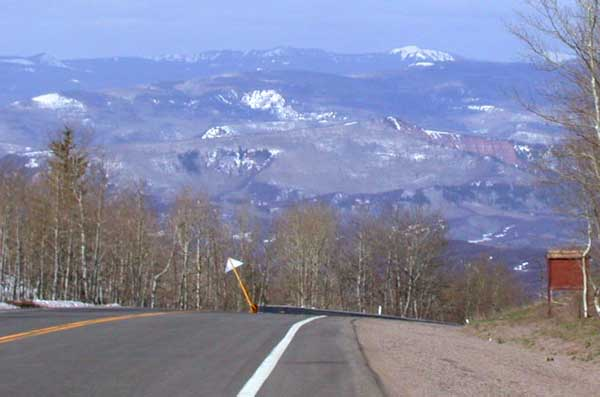
Blick vom McClure Pass

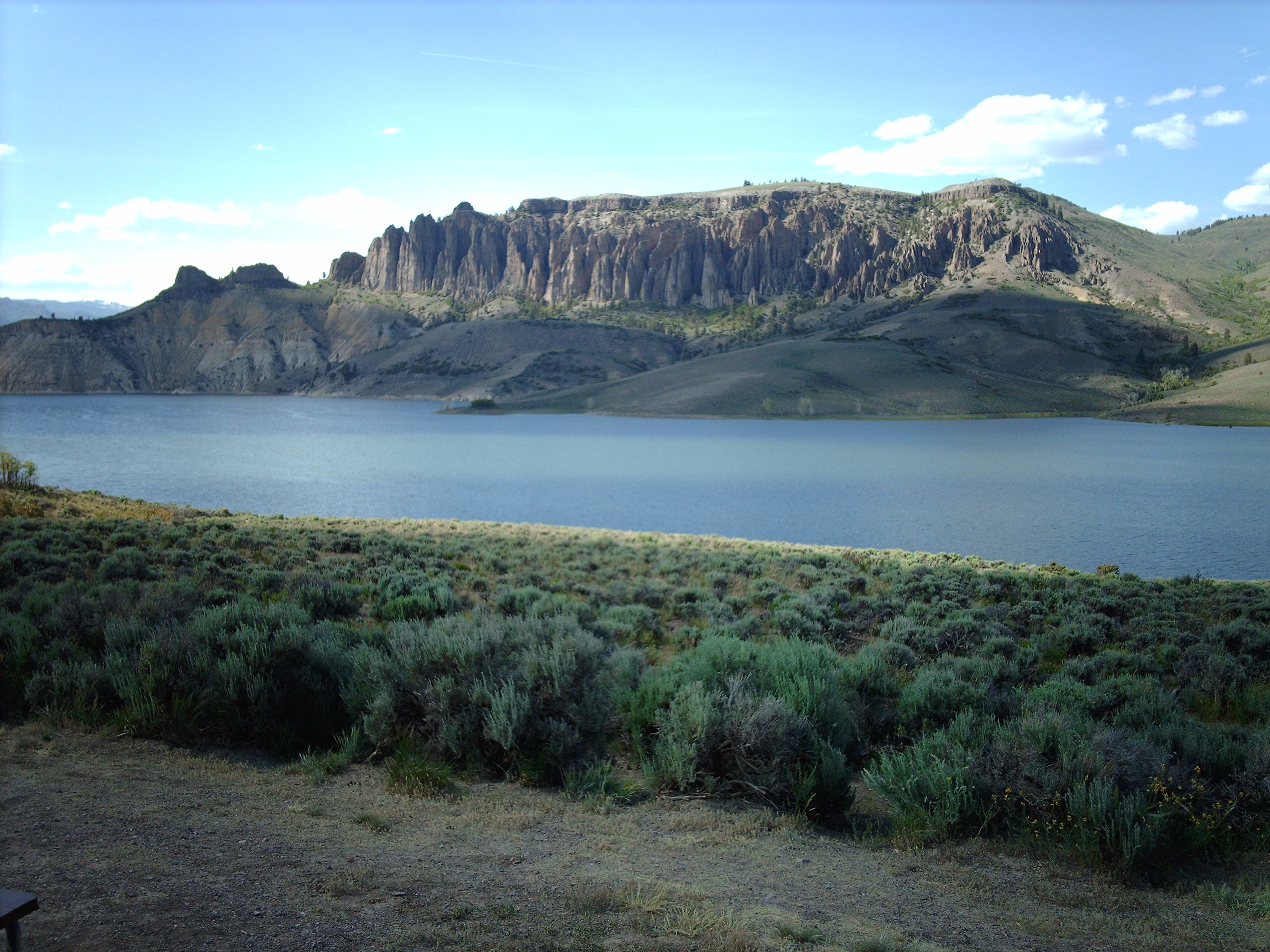
Dillon Pinnacles in der Curecanti National Recreation Area

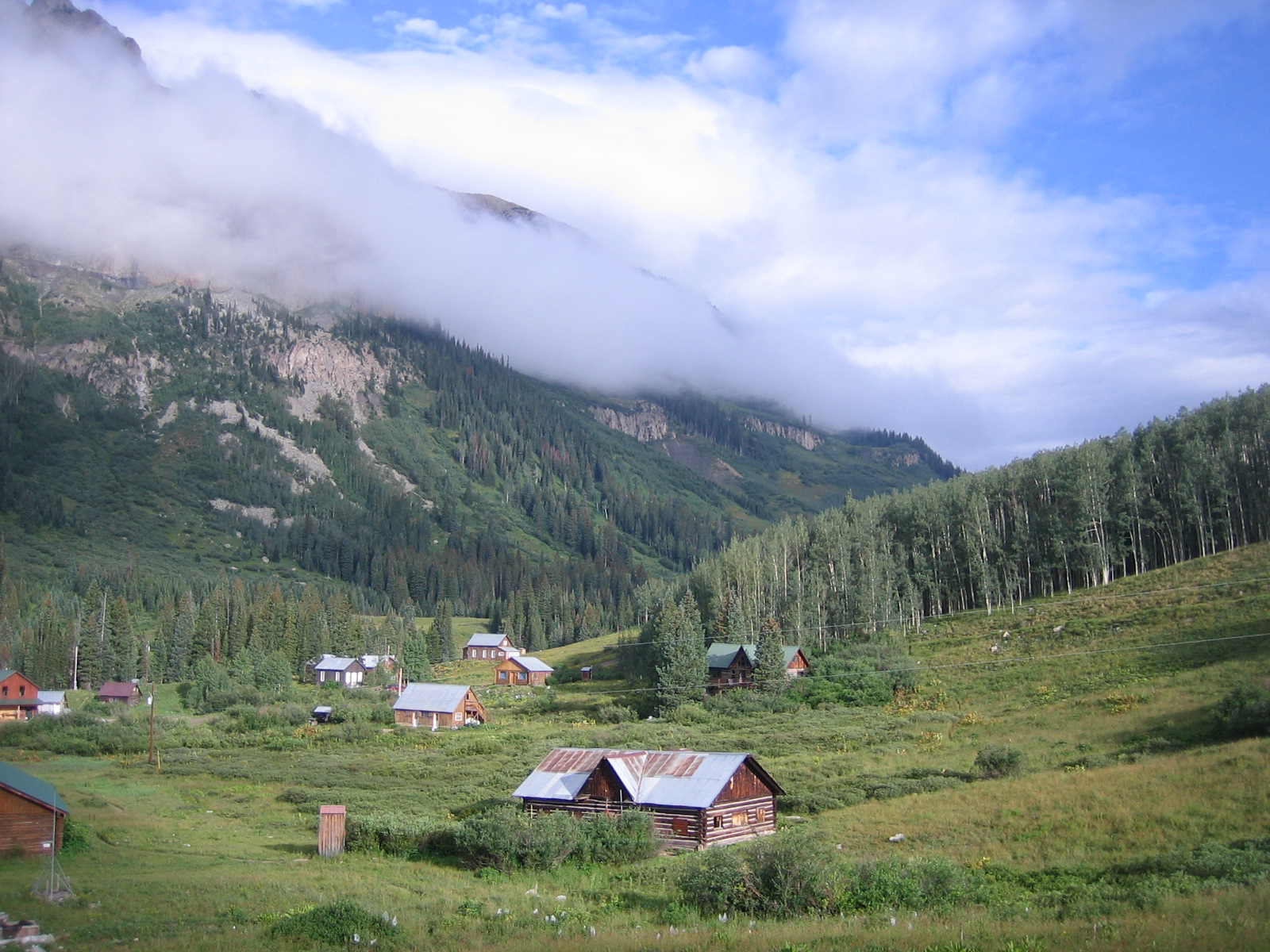
Der Gothic Mountain

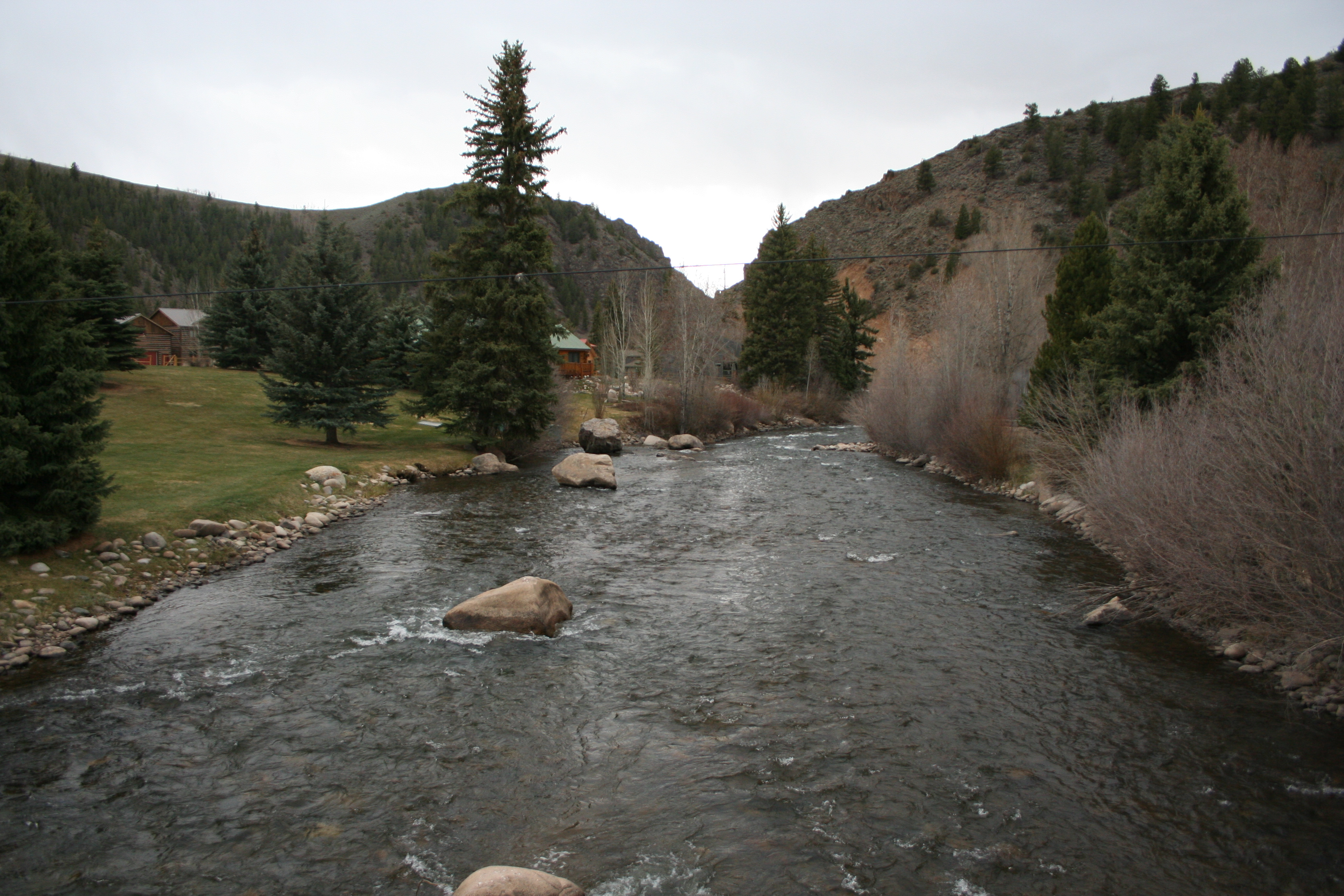
Oberlauf des Taylor River

Nach der Volkszählung im Jahr 2000 lebten im County 13.956 Menschen. Es gab 5649 Haushalte und 2965 Familien. Die Bevölkerungsdichte betrug 2 Einwohner pro Quadratkilometer. Ethnisch betrachtet setzte sich die Bevölkerung zusammen aus 95,08 Prozent Weißen, 0,49 Prozent Afroamerikanern, 0,70 Prozent amerikanischen Ureinwohnern, 0,54 Prozent Asiaten, 0,04 Prozent Bewohnern aus dem pazifischen Inselraum und 1,44 Prozent aus anderen ethnischen Gruppen; 1,72 Prozent stammten von zwei oder mehr Ethnien ab. 5,02 Prozent der Gesamtbevölkerung waren spanischer oder lateinamerikanischer Abstammung.
Von den 5649 Haushalten hatten 24,1 Prozent Kinder und Jugendliche unter 18 Jahre, die bei ihnen lebten. 44,2 Prozent waren verheiratete, zusammenlebende Paare, 5,4 Prozent waren allein erziehende Mütter. 47,5 Prozent waren keine Familien. 27,2 Prozent waren Singlehaushalte und in 4,6 Prozent lebten Menschen im Alter von 65 Jahren oder darüber. Die Durchschnittshaushaltsgröße betrug 2,30 und die durchschnittliche Familiengröße lag bei 2,84 Personen.
Auf das gesamte County bezogen setzte sich die Bevölkerung zusammen aus 17,9 Prozent Einwohnern unter 18 Jahren, 21,1 Prozent zwischen 18 und 24 Jahren, 32,9 Prozent zwischen 25 und 44 Jahren, 21,2 Prozent zwischen 45 und 64 Jahren und 6,9 Prozent waren 65 Jahre alt oder darüber. Das Durchschnittsalter betrug 30 Jahre. Auf 100 weibliche Personen kamen 118,3 männliche Personen, auf 100 Frauen im Alter ab 18 Jahren kamen statistisch 120,9 Männer.
Das jährliche Durchschnittseinkommen eines Haushalts betrug 36.916 USD, das Durchschnittseinkommen der Familien betrug 51.950 USD. Männer hatten ein Durchschnittseinkommen von 30.885 USD, Frauen 25.000 USD. Das Prokopfeinkommen betrug 21.407 USD. 15,0 Prozent der Bevölkerung und 6,0 Prozent der Familien lebten unterhalb der Armutsgrenze. Darunter waren 9,4 Prozent der Bevölkerung unter 18 Jahren und 7,2 Prozent der Einwohner ab 65 Jahren.

## Sehenswürdigkeiten

Geschäftsgebäude im Historic District Town of Crested Butte (2015). Dieser Schutzbezirk umfasst einen großen Teil des Wintersportortes. Er wurde im Mai 1974 als erstes Objekt im Gunnison County in das NRHP eingetragen.

22 Bauwerke, Stätten und historische Bezirke (Historic Districts) im Gilpin County sind im National Register of Historic Places („Nationales Verzeichnis historischer Orte“; NRHP) eingetragen (Stand 6. September 2022), darunter eine archäologische Fundstätte aus präkolumbischer Zeit, zwei Brücken und ein Eisenbahntunnel.

## Orte im Gunnison County
- Abbeyville
- Almont
- Baldwin
- Chance
- Crested Butte
- Crystal
- Doyleville
- Elkton
- Floresta
- Gateview
- Gothic
- Gunnison
- Irwin
- Marble
- Mount Crested Butte
- Ohio City
- Parlin
- Pieplant Mill
- Pitkin
- Pittsburg
- Powderhorn
- Ruby
- Sapinero
- Sillsville
- Somerset
- Tincup
- Waunita Hot Springs
- Whitepine

## Flüsse
- Gunnison River
- Tomichi River
- Cebolla River

## Geschützte Gebiete
| - Collegiate Peaks Wilderness - Fossil Ridge Wilderness - Gunnison National Forest - Maroon Bells-Snowmass Wilderness - Powderhorn Wilderness | - Paonia State Park - Raggeds Wilderness - Uncompahgre Wilderness - West Elk Wilderness - White River National Forest |